# Lada-Vaz Samara
La Lada Samara è un'autovettura prodotta dalla casa automobilistica russa Lada a partire dal 1984 fino al dicembre 2013.
Le prime versioni erano conosciute, soprattutto in patria, anche col nome di VAZ 2108 (3 porte) e VAZ 2109 (5 porte).

## Storia ed evoluzione della "Samara"

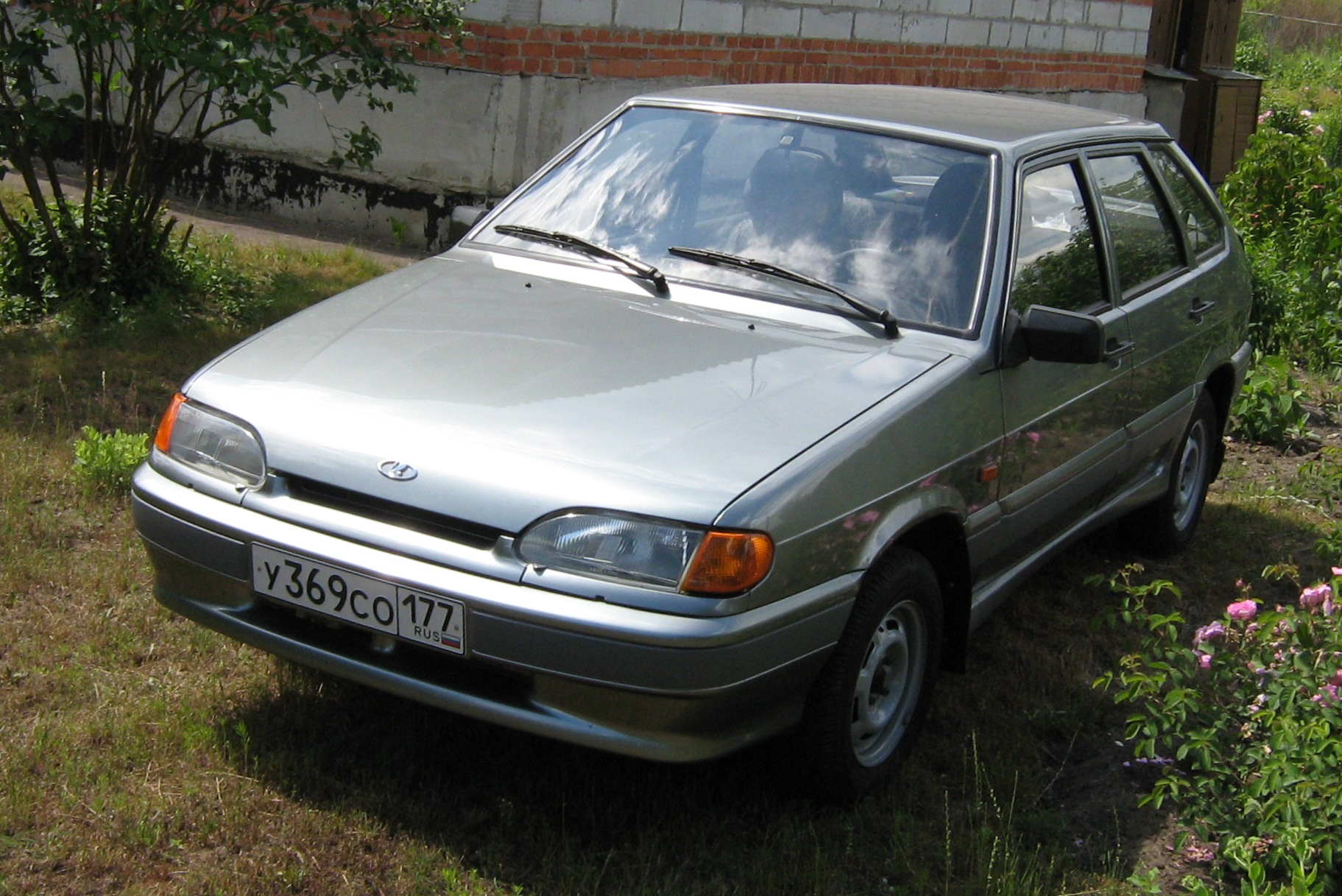
Una Lada-Vaz Samara 2114

La Samara, il cui nome richiama la regione di ubicazione della fabbrica, l'Oblast' di Samara, può essere considerata la prima auto moderna prodotta in Unione Sovietica. La trazione anteriore, il retrotreno a ruote interconnesse, il cambio manuale a 5 marce, il motore con albero a camme in testa e l'aerodinamica curata (il cx era di 0.36), la rendevano, sulla carta, paragonabile alle autovetture occidentali. La partecipazione della Porsche nello sviluppo della testata e nella messa a punto del gruppo motore-cambio, costituiva un atout notevole.
La linea della vettura ricorda la Škoda Favorit e la FSO Polonez (seconda serie a 2 volumi) nonché la Citroën AX. Con la stessa linea estetica sono state prodotte la IžAvto 2126 e la ZAZ Tavria.
Le ultime serie erano denominate VAZ 2113 (3 porte), VAZ 2114 (4 porte) e VAZ 2115 (5 porte). Il nome Samara inizialmente era utilizzato solo per l'esportazione, in madrepatria la vettura era commercializzata come Sputnik (Спутник) fino alla seconda metà degli anni novanta.

### Samara 1100, 1300, 1500
Lanciata nel 1984 in configurazione berlina 2 volumi con portellone (3 o 5 porte), la Samara, sul mercato interno, rappresentava, per l'automobilista medio (abituato a guidare le Žiguli), il sogno evolutivo.
Al momento del lancio erano disponibili 3 motori, tutti derivati da quelli delle Žiguli, ma dotati di una nuova testata (sviluppata da Porsche), sempre con albero a camme in testa.
Alla base c'era la 1100 con cilindrata di 1099 cm³ da 55 CV, mentre al top si collocava la 1500, con cilindrata di 1499 cm³ e potenza di 75 CV. Nel mezzo si poneva invece la Samara 1300 (1288 cm³, 65 CV). Tutti i motori avevano alimentazione a carburatore singolo, ma, mentre le versioni di 1,3 e 1,5 litri disponevano di un cambio manuale a 5 marce, la 1100 era disponibile unicamente con cambio a 4 rapporti. Su tutte l'impianto frenante era di tipo misto.

### Samara sul mercato occidentale
La Lada-Vaz decise d'esportare, a partire dal 1986, la Samara sui mercati occidentali, in particolare in Finlandia, Francia, Italia, Spagna e Germania Occidentale.
La rivista Quattroruote (che la provò nel numero di novembre 1987 in versione "1300" 3 porte) ne apprezzò il livello elevato di accessori in relazione al prezzo (9.801.000 L. nel 1987, più basso di molte "1100"), la stabilità e la tenuta di strada, bocciandola nella finitura (spesso imprecisa e realizzata con materiali economici), nel consumo (in particolare oltre i 110 km/h) e il comfort (dovuto a sospensioni rigide e alla rumorosità meccanica).

### Samara 21099

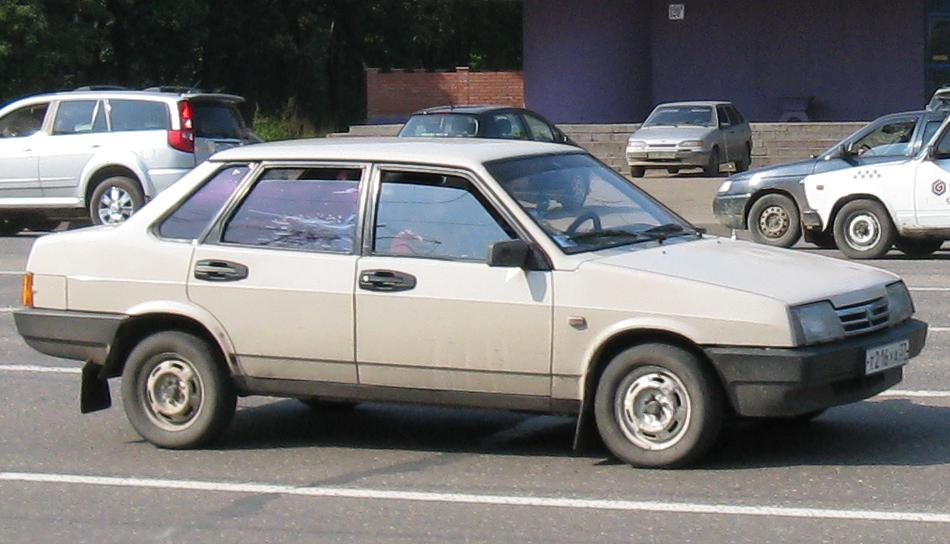
Una Lada-Vaz Samara 21099

Nel 1992, contemporaneamente ad un leggero restyling (mascherina anteriore, paraurti, fascioni. interni), la gamma venne completata dalla versione berlina 3 volumi e 4 porte, la 21099 (assomigliante alla ZAZ 110307), commercializzata anche come Lada-Vaz Sagona in Francia, Lada-Vaz Samara Forma in Germania e Lada-Vaz Diva in Belgio e nei Paesi Bassi, sempre equipaggiata con i motori di 1,3 e 1,5 litri.
Dal 1995, con l'introduzione della Serie 110, le Samara non vennero più esportate in molti mercati occidentali.

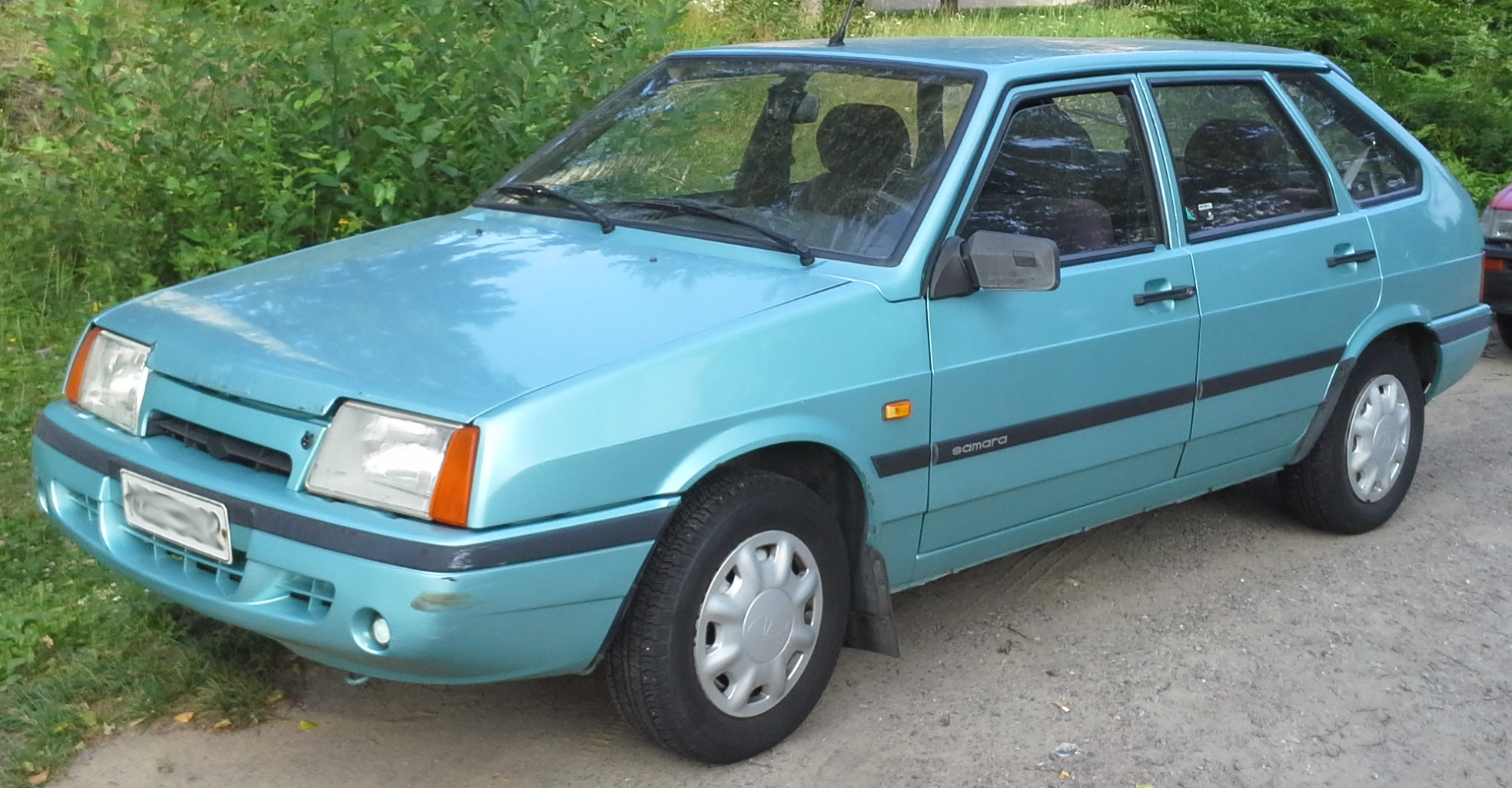
Una Lada-Vaz Samara Baltic

Nello stesso anno, nello stabilimento della Valmet Automotive di Uusikaupunki, in Finlandia, cominciò a essere prodotta la Lada Samara Baltic (conosciuta anche come Euro Samara), una versione migliorata con più componentistica europea e con un cruscotto ridisegnato. Le Baltic erano disponibili in due allestimenti, L (identica alle normali Samara tranne che per il cruscotto) e GL (con paraurti in tinta, nuova mascherina anteriore, fascione in tinta con logo Lada tra i fanali posteriori e targa posteriore spostata sul paraurti), entrambe disponibili con il 1500 a iniezione da 73 CV. La produzione in Finlandia terminò nel 1998.
In Russia, nonostante gli sconvolgimenti sociali ed economici conseguenti al crollo dell'Unione Sovietica del 1991, la produzione continuò. 
Nel 2000 la Samara venne sottoposta ad un consistente restyling che ne modificò il frontale (ora con un aspetto orientaleggiante, da Hyundai fine anni ottanta), la coda e gli interni.
L'unico motore disponibile su tutte e tre le versioni (3, 4 e 5 porte) era il 1499 cm³ da 73 CV, dotato di alimentazione a iniezione elettronica multipoint e marmitta catalitica.
Dal 2002, a seguito di un accordo con la General Motors, viene montato, in alternativa, anche un 4 cilindri Opel di 1596 cm³ da 77 CV (sempre a iniezione e dotato di marmitta catalitica). Nell'ottobre 2013 è stata terminata la vendita della Lada Samara su tutti i mercati, tranne quello interno russo.